# شهرستان پولک (فلوریدا)
شهرستان پولک، فلوریدا (به انگلیسی: Polk County, Florida) یک سکونتگاه مسکونی در ایالات متحده آمریکا است که در فلوریدا واقع شده‌است.

## خصوصیات
شهرستان پولک ۵٬۲۰۸٫۵ کیلومترمربع مساحت دارد.